# Lepidodactylus flaviocularis
Espèce
Statut de conservation UICN

 DD  : Données insuffisantes
Lepidodactylus flaviocularis est une espèce de geckos de la famille des Gekkonidae.

## Répartition
Cette espèce est endémique de Guadalcanal aux Salomon.

## Publication originale
- Brown, McCoy & Rodda, 1992 : A new Lepidodactylus (Reptilia: Gekkonidae) from Guadalcanal Island, Solomons. Proceedings of The Biological Society of Washington, vol. 105, n. 3, p. 440-442 (texte intégral).